# Ranguevaux
 Ranguevaux  es una población y comuna francesa, en la región de Lorena, departamento de Mosela, en el distrito de Thionville-Ouest y cantón de Hayange.

## Demografía
| 814 | 791 | 788 | 761 | 752 | 799 |
| Para los censos de 1962 a 1999 la población legal corresponde a la población sin duplicidades (Fuente: INSEE [Consultar]) |     |     |     |     |     |